# São Lourenço
São Lourenço, amtlich portugiesisch Município de São Lourenço, ist eine Gemeinde und Thermalbad am Rio Verde im Süden des brasilianischen Bundesstaates Minas Gerais und gehört zur Region „Circuito das Águas“ (deutsch etwa: „Thermenstraße“). Der Munizip hatte eine Bevölkerung von zum 1. Juli 2020 geschätzten 46.202 Einwohnern, eine Fläche von 58 km² und ist damit eine der kleinsten Kommunen Brasiliens.

## Geschichte
Der erste Weiße, der das Gebiet um São Lourenço betrat, war der Bandeirante Lourenço Castanho Tacques, nach dem dieser Ort benannt wurde. Er fand auch die Mineral- und Thermalwasserquelle in der nahe liegenden Serra de Mantiqueira. Die industrielle Förderung des Wassers wurde am 4. Juni 1890 genehmigt und seitdem ist das Mineralwasser der Quelle von São Lorenço weit über die Grenzen von Minas Gerais bekannt. Ort und Kreis São Lourenço erhielten 1927 ihren heutigen Namen.

## Klima
Die Stadt (Rathaus) liegt auf einer Höhe von 875 m über NN, im Bereich des milden tropischen Höhenklimas. Die mittlere Jahrestemperatur liegt bei 18 °C (im Sommer bei 22 °C). Im Winter fällt die Temperatur manchmal bis 0 °C. Der dabei entstehende Raureif ist ein für Brasilien außergewöhnliches und weithin bekanntes Kuriosum. Bei starken Regenfällen kommt es gelegentlich zu größeren Überschwemmungen in der Parkanlage und bis in tiefer gelegene Teile des Stadtzentrums. Die letzte ereignete sich im Januar 2000, als das Wasser um 4,5 m anstieg und das ganze Zentrum überschwemmte. Nach dem Ablauf des Wassers stellte man fest, dass sich auf der Insel im See des großen Parks Capibaras (Wasserschweine) angesiedelt haben, die zu einer beliebten Touristenattraktion geworden sind.

## Tourismus
Als eines der bedeutendsten Mineralbäder Brasiliens zieht São Lourenço viele Besucher, hauptsächlich aus den Metropolen Belo Horizonte, São Paulo und Rio de Janeiro an. Die schöne Lage und die Mineralquellen machen den Fremdenverkehr zur wichtigsten Einnahmequelle der Stadt. Besonders an den Wochenenden bringen zahlreiche Busse Besucher in die Stadt.

## Die Heilquellen
In den ausgedehnten Parkanlagen (370.000 m²) befindet sich ein künstlich angelegter See (90.000 m²) mit Bootsverleih und folgende acht Mineralquellen:
- Die Östliche Quelle (Fonte Oriente) liefert flour- und kohlensäurehaltiges Wasser, das bei Verdauungsbeschwerden verordnet wird. Das Wasser dieser Quelle liefert auch das landesweit durch Nestlé Waters vertriebene Mineralwasser „São Lorenço“ mit und ohne Kohlensäure.

- Die Quelle Andrade Figuera liefert ebenfalls flour- und kohlensäurehaltiges Wasser

- Die Quelle Vichy mit kohlensäure- und eisenhaltigem Wasser in der gleichen Zusammensetzung wie das Wasser einer Quelle im französischen Vichy.

- Die Frühlingsquelle (Fonte Primavera) ebenfalls mit kohlensäure- und eisenhaltigem Wasser. Diese Quelle wurde 1998 von Nestlé Waters übernommen, die daraufhin dort Wasser für ihre Marke „Pure Life“ förderte. Unter Missachtung verschiedener Gesetze pumpte Nestlé allerdings so viel Wasser aus dem Boden, dass es zu ernsten Folgen für die Umwelt kam: Der Grundwasserspiegel des Wasserparks hat sich gesenkt, eine andere Quelle in der Nähe ist völlig versiegt, Quellengebäude des Wasserparks haben Risse bekommen und das Wasser verschiedener anderer Quellen hat sich im Geschmack verändert.

- Die Alkalische Quelle (Fonte Alcalina) ebenfalls mit kohlensäure- und eisenhaltigem Wasser.

- Die Quelle Jaime Sotto Mayor mit kohlensäure-, eisen- und schwefelhaltigem Wasser.

- Die Quelle José Carlos de Andrade mit kohlensäure- und litiumhaltigem Wasser.

- Die Neue Frühlingsquelle (Nova Fonte Primavera)

## Weitere Sehenswürdigkeiten
- Der Bahnhof, von dem jeden Freitag, Samstag, Sonn- und Feiertag der Dampfzug Maria Fumaça (Rauchende Maria) nach Soledade de Minas abfährt.
- Die Fußgängerzone Calçadão mit vielen Restaurant und Geschäften.
- Der Kunsthandwerksmarkt Aldeia Vila Verde.
- Der Aussichtsberg Mirante, der mit einem Sessellift zu erreichen ist.
- Einige interessante Kirchen und Kapellen.

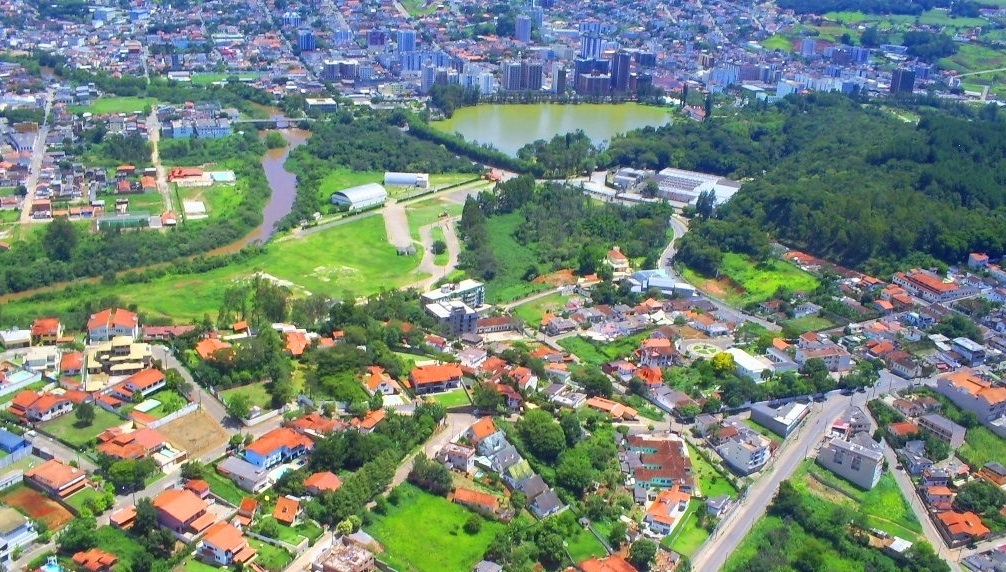
Zentrum von São Lourenço, 2006
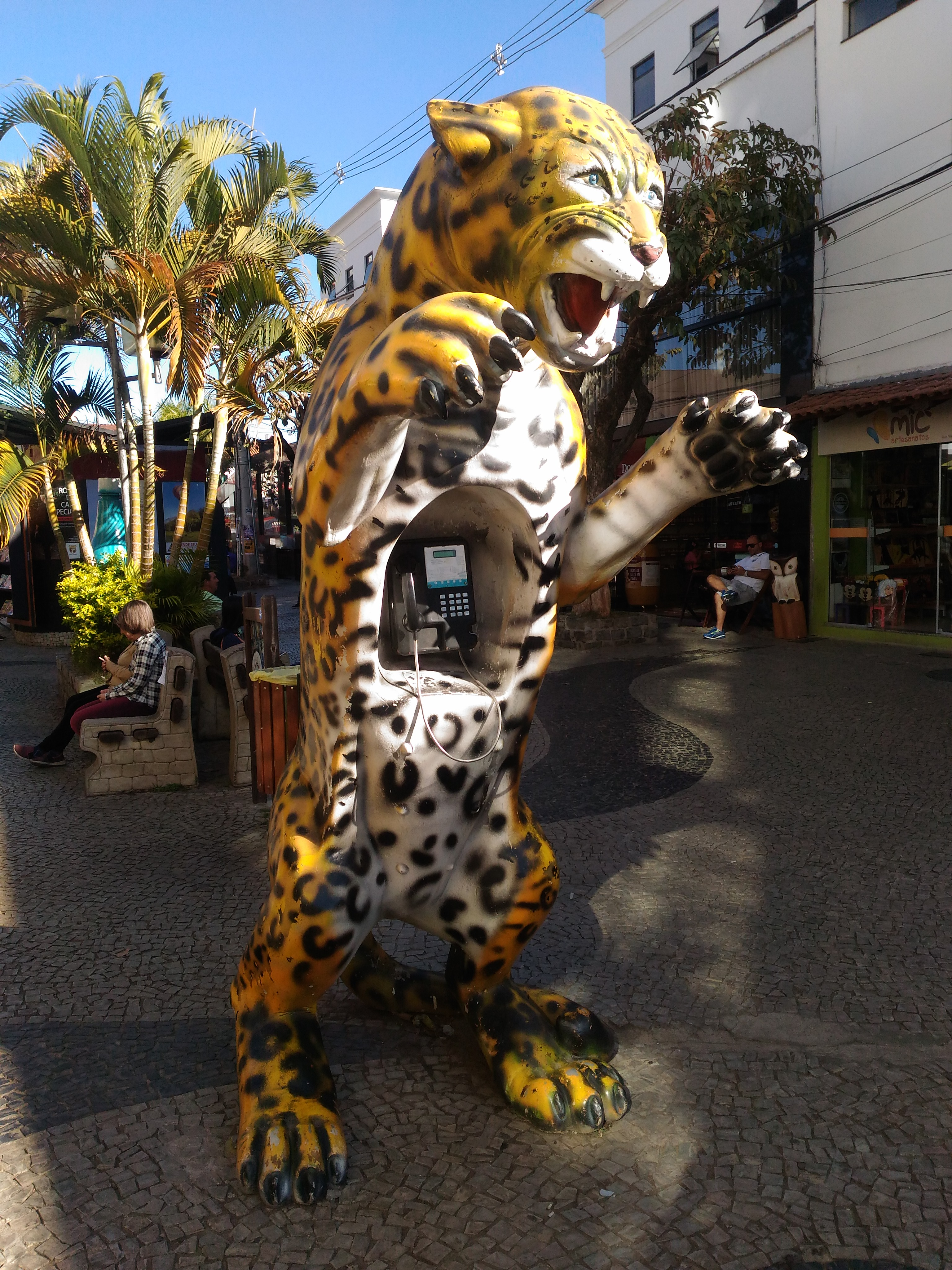
Öffentliche Telefonzelle in Pantherform